# Hals, Orusts kommun
Hals är en bebyggelse i Långelanda socken i Orusts kommun i Bohuslän. Området avgränsades före 2015 till en småort för att därefter räknas som en del av tätorten Svanesund.